# Pierre et François Hemony
Les frères François et Pierre Hemony, les plus illustres des facteurs de carillons qu'aient connus les Pays-Bas, furent les premiers à produire un jeu de cloches au timbre pur, et surent par là convertir le carillon en un instrument de musique de plein droit. 

## Ascendances et premiers essais

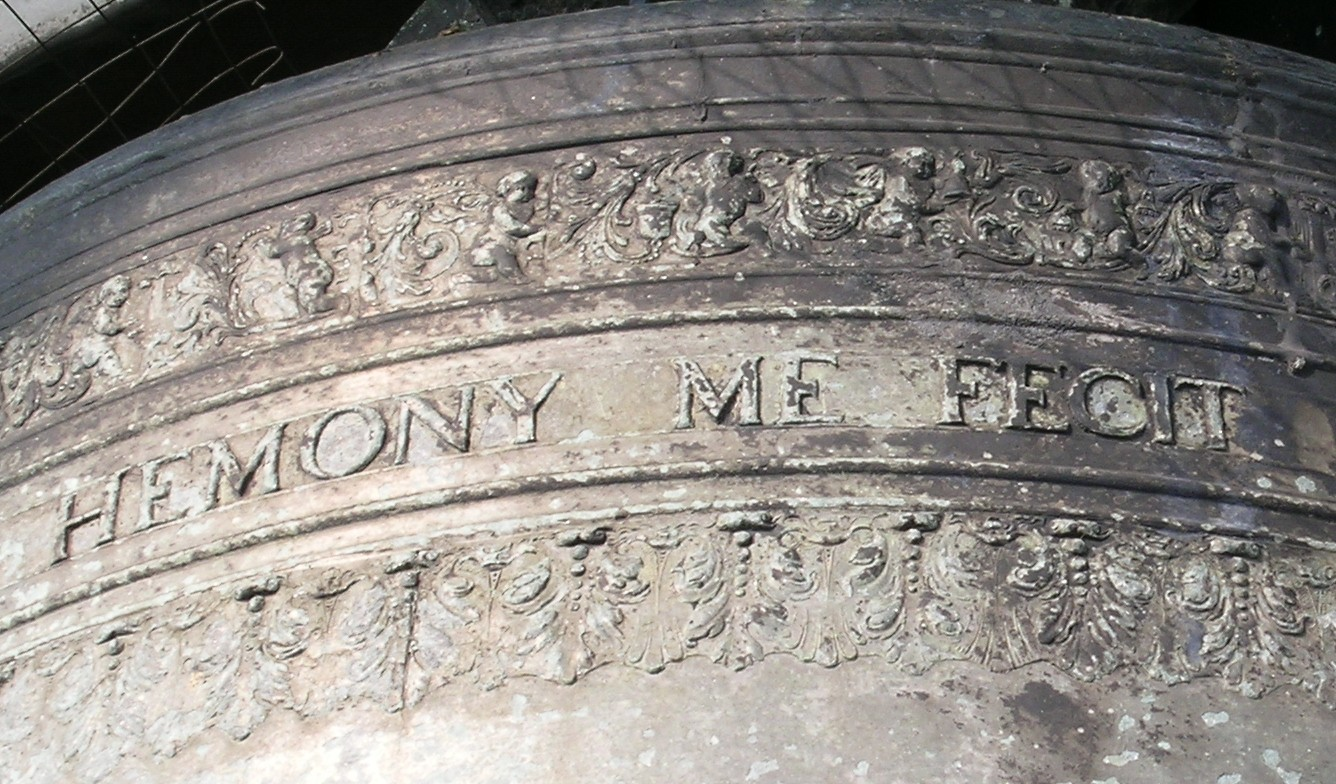
Marque portant le nom de P. Hemony sur une des cloches de la Oosterkerk d’Amsterdam.

François naquit aux environs de 1609 à Levécourt en Lorraine, son frère Pierre (ou Pieter) dans la même localité en 1619. (Le village de Levécourt, autrefois Levescourt, se trouve dans la Haute-Marne, canton de Bourmont, à mi-chemin entre Neufchâteau et Langres, un peu en retrait de la D74). Il y a lieu de souligner que la Lorraine, et notoirement le Barrois et le Bassigny, où il faut situer le village de Levécourt, était tout au long des XVIe, XVIIe et XVIIIe siècles une pépinière de fondeurs de cloches ; l’ancienne génération de la famille Hemony elle-même appartenait à ce nombreux groupe de saintiers (fondeurs de cloches) lorrains qui parcouraient toute l’Europe pour fabriquer des cloches. Le père de François et Pierre, ainsi que son frère, furent actifs surtout en Allemagne ; c’est du reste là qu’en 1636 François Hemony coule sa première cloche, conjointement avec Joseph Michelin, dont plus tard il devint probablement le gendre, François ayant épousé une certaine Maria Michelin. Pierre Hemony demeura célibataire.

## Carrière à Zutphen
En 1641, les frères fondirent leurs premières cloches aux Pays-Bas, pour le compte de la ville de Goor. Mais leur carrière de saintiers débuta véritablement lorsqu’en 1642 fut passé marché avec eux par la ville de Zutphen pour la façon d’un carillon. C’est du reste dans cette ville qu’ils décidèrent cette même année de s’établir. Cependant, les frères Hemony n’avaient point d’expérience dans la fonte de carillons ; mais grâce à l’appui de Jacob van Eyck, carillonneur municipal d’Utrecht, conjointement avec qui ils entreprirent des recherches assidues sur l’accordage des cloches, leur premier carillon fut une grande réussite, et treize autres carillons devaient suivre à Zutphen. Celui hébergé dans la tour Wijnhuistoren à Zutphen fut détruit par un incendie en 1920 ; seule une cloche fut préservée. C’est à cette même date environ que le nom des frères Hemony fut donné à une rue de Zutphen.

## Période amstellodamoise et intermède gantois
En 1655, la municipalité d’Amsterdam proposa à François Hemony, en lui garantissant des conditions favorables, de venir se fixer dans cette cité pour y fondre cloches et pièces d’artillerie. Le ménage déménagea donc en 1657 vers Amsterdam, tandis que Pierre, de son côté, choisit d’exercer son industrie dans les Pays-Bas méridionaux, notamment dans la ville de Gand. À Amsterdam, François coula vingt carillons, parmi lesquels plusieurs à destination de commanditaires hors des Pays-Bas. À cette époque apparurent également les noms des premiers disciples, tels que Claude (1646-1699) et Mammes (env. 1651-1684) Fremy, fils d’un neveu des Hemony ― qui ne furent pas en mesure cependant de prolonger la renommée des Hemony ― et Claes Noorden et Albert de Grave, qui eurent davantage de succès. Le propre fils de François Hemony, pareillement appelé François, ne s’adonna jamais à l’art du saintier. 

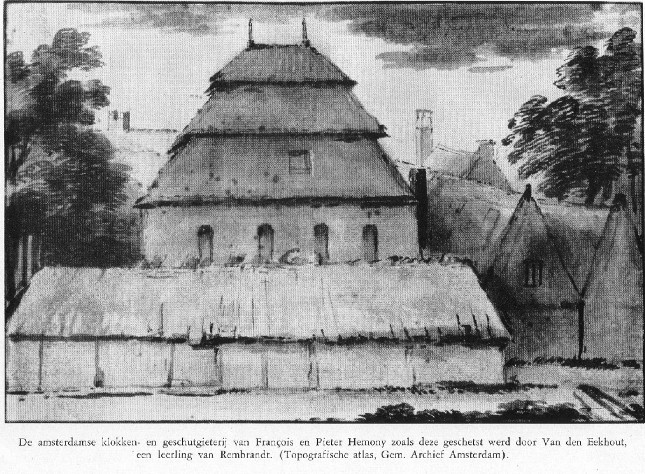
Fonderie à Amsterdam, par Van den Eekhout (disciple de Rembrandt).

Pendant la période amstellodamoise de François l’on coula aussi des statues, notamment celles du sculpteur Artus Quellin, ainsi que des pièces d’artillerie. En 1664, peut-être en raison de la maladie de François et des nombreuses commandes, Pierre revint rejoindre son frère, et, conjointement, ils fondirent encore trois carillons. François, célèbre et jouissant d’une haute considération, mourut en 1667. Son frère Pierre lui succéda. 
Durant son séjour à Gand, Pierre se rendit célèbre, plus particulièrement, par le grand carillon qu’il confectionna entre 1659 et 1660 pour le beffroi de cette ville. Il y coula par ailleurs trois autres sonneries, de moindre ampleur, qui n’existent plus. Retourné auprès de son frère François à Amsterdam en 1664, Pierre devait encore, jusqu’à sa mort en 1680, façonner dix carillons, ce qui porta le nombre des carillons produits par les Hemony à un total de 51. Une partie d’entre eux a disparu depuis, dans des incendies et par des guerres ; les autres sont gravement altérées après avoir été exposées, au XIXe siècle et jusque dans la décennie 1960, aux émissions de dioxyde de soufre provenant de poêles à charbon. Cette pollution a eu pour effet de les désaccorder, rendant nécessaires des restaurations parfois considérables.

## Importance des Hemony
L’on ne saurait surestimer le rôle joué par les fondeurs François et Pierre Hemony dans l’art campanaire et, plus particulièrement, dans l’art du carillon. Ils surent dégager ce dernier de l’état primitif dans lequel il se trouvait au XVIe siècle et le transformer en un instrument de musique à part entière[réf. nécessaire].
À Amsterdam et à Zutphen, des rues ont été nommées en leur honneur.

## Cloche de François Hemony mise au jour dans lamer des Wadden
En août 2002, non loin de l’île de Texel, dans le nord des Pays-Bas, des archéologues découvrirent, dans l’épave d’un navire échoué là au XVIIe siècle, une cloche Hemony de 132 kg et 59,5 cm de diamètre, en bronze, fondue, selon l’inscription qu’elle porte, par François Hemony dans sa fonderie d’Amsterdam en 1658. Cette trouvaille est unique, en ce sens qu’il s’agit d’une cloche certes vieille de près de 350 ans, mais parfaitement préservée, n’ayant jamais été sonnée, et, de plus, n’ayant pas eu à souffrir du phénomène de corrosion qui a affecté tous les ouvrages connus de Hemony. Un examen est en cours, mettant en œuvre les techniques informatiques et laser les plus modernes, afin d’en déterminer le profil et d’étudier, en vérifiant la différence de timbre avec les autres cloches du même fondeur, le vieillissement du bronze et sa répercussion sur les propriétés sonores des cloches.

## Carillons connus fabriqués par les frères Hemony
Aux frères Hemony fut confiée la façon de carillons pour les édifices suivants : 
- Le palais royal d’Amsterdam, sur la place du Dam (anciennement hôtel de ville) ;
- L'Oude Kerk (vieille église) d’Amsterdam;
- La Westerkerk (église de l’ouest) à Amsterdam – c’est de ce carillon qu’Anne Frank percevait les sons durant sa réclusion ;
- La Zuiderkerk (église du sud) à Amsterdam ;
- La Munttoren (tour de la Monnaie) à Amsterdam - quelques cloches Hemony (remplacées car désaccordées par la pollution) de ce carillon sont désormais exposées au Musée d’Histoire de la Ville d’Amsterdam ;
- La tour Barbara (Barbaratoren) à Culemborg ;
- L'église Saint-Bavon de Haarlem ;
- La tour Martini à Groningue ;
- La cathédrale Saint-Martin d'Utrecht ;
- La cathédrale Notre-Dame d'Anvers ;
- La tour Notre-Dame (Onze Lieve Vrouwetoren) à Amersfoort ;
- Le beffroi de Gand ;
- L'église Saint-Lébuin à Deventer.

## Source principale
- (nl) Cet article est partiellement ou en totalité issu de l’article de Wikipédia en néerlandais intitulé « Pieter en François Hemony » (voir la liste des auteurs).